# Rocche del Crasto
Le Rocche del Crasto sono un rilievo alto 1.315 metri che appartiene alla catena dei monti Nebrodi, appartenenti all'Appennino siculo. Sono costituite prevalentemente da roccia calcarea dell'era mesozoica e ricadono nel territorio dei comuni di Alcara Li Fusi e di Longi, nella città metropolitana di Messina.

## Orografia
Il rilievo presenta diversi specchi di faglia esposti che formano spettacolari pareti di roccia. La più interessante è lo specchio di faglia a strapiombo della Valle Calanna su cui nidifica l'aquila reale. Su uno dei suoi versanti si apre anche la Grotta del Lauro, ricca di stalattiti e stalagmiti.

## Storia
Sul versante nord-occidentale, più in basso nidifica il grifone, reintrodotto qualche decennio fa in Sicilia.

## Toponomastica
In lingua siciliana il termine crastu (italianizzato in crasto) indica il maschio (castrato) della pecora, ma qui il toponimo deriva più probabilmente dal latino castrum del senso di 'fortezza' o, meglio, dal kastron bizantino.